# Ивлевское
Ивлевское — деревня в Вологодском районе Вологодской области.
Входит в состав Новленского сельского поселения (с 1 января 2006 года по 8 апреля 2009 года входила в Нефедовское сельское поселение), с точки зрения административно-территориального деления — в Нефедовский сельсовет.
Расстояние до районного центра Вологды по автодороге — 85 км, до центра муниципального образования Новленского по прямой — 21 км. Ближайшие населённые пункты — Аристово, Красный Двор, Фалелеево, Первомайский, Рословское, Куркино, Отеклеево, Колышкино, Попово, Мальгино.
По переписи 2002 года население — 25 человек (9 мужчин, 16 женщин). Всё население — русские.